# ساموئل دالا بونا
ساموئل دالا بونا (انگلیسی: Samuele Dalla Bona؛ زادهٔ ۶ فوریهٔ ۱۹۸۱) بازیکن فوتبال اهل ایتالیا است.
از باشگاه‌هایی که در آن بازی کرده‌است می‌توان به باشگاه فوتبال هلاس ورونا، باشگاه فوتبال لچه، باشگاه فوتبال چلسی، باشگاه فوتبال موستا، باشگاه فوتبال بولونیا، باشگاه فوتبال ایراکلیس ۱۹۰۸، باشگاه فوتبال سمپدوریا، باشگاه فوتبال آتالانتا، باشگاه فوتبال آ.ث. میلان، و باشگاه فوتبال ناپولی اشاره کرد.
وی همچنین در تیم‌های ملی فوتبال زیر ۲۱ سال ایتالیا بازی کرده‌است.